# Ulana
Ulana (1843) je romantický román, který napsal polský spisovatel Józef Ignacy Kraszewski. Baladický příběh o lásce polského zemana k ženě vesnického hrnčíře se stal podkladem pro polskou národní operu Halka (1858) od Stanisława Moniuszka.

## Obsah románu
Kniha vypráví o mladém šlechtici, který se kvůli nešťastné lásce rozhodne žít na svém venkovském sídle. Žije jako samotář, chodí sám na lovy, přestane se stýkat s rodinou i přáteli. Jednou potká v lese mladou ženu Ulanu. Ulana je krásná venkovanka, která žije ve vesnici se svým mužem a dvěma dětmi. Šlechtic se do Ulany zamiluje. Ta ho ze začátku odmítá, protože je vdaná, ale láká ji poznat jiný způsob lásky než tu vesnickou. Slýchávala často o lásce šlechtické, která je prudká, vášnivá, ale většinou končí špatně, dokonce i smrtí. I Ulana se do šlechtice zamiluje. Šlechtic posílá Ulanina manžela pryč za obchodem. Mezitím prožívají šlechtickou lásku, scházejí se však tajně. Po návratu se manžel od Ulanina otce a jejího bratra dozví o nevěře. Zbije svou ženu. 
Několik dní na to musí manžel opět opustit vesnici a Ulana je opět se šlechticem. Už se neskrývají, Ulana přestala milovat i své vlastní děti. Po návratu manžel nevydrží potupu, kterou mu Ulana učinila, a zapálí šlechticovo sídlo. Ten po požáru těžce onemocnění. Ulana se o něj stará a šlechtic se nakonec uzdraví. U šlechtice můžeme vidět průběh lásky od zamilovanosti po lhostejnost – všem jen z jeho strany, Ulana ho stále miluje. Jednoho dne potká šlechtic starého přítele a ten ho donutí odjet zpět do města. Ulaně slíbí, že se vrátí co nejdříve. Ta na něho čeká. Šlechtic se vrátí z města i se svou novou manželkou. Ulana to neunese a spáchá sebevraždu.

## Česká vydání
- Ulana, Jan Otto, Praha 1881, přeložil Coelestin Liposlav Frič.
- Krásná Ulana, A. Neubert, Praha 1922, přeložila Jarmila Trnková.
- Ulana, SNKLU, Praha 1963, přeložil Bořivoj Křemenák.